# Uspero
Uspero es una localidad del estado mexicano de Michoacán. Es parte del municipio de Parácuaro.

## Toponimia
El nombre «Uspero» proviene de los términos en purépecha: uspe, caimán; ro, locativo. Su significado es «Lugar de caimanes».

## Demografía
| Gráfica de evolución demográfica |
|                                  |

| Censo | Población |
| ----- | --------- |
| 1900  | 205       |
| 1910  | 372       |
| 1921  | 228       |
| 1930  | 221       |
| 1940  | 256       |
| 1950  | 544       |
| 1960  | 356       |
| 1970  | 658       |
| 1980  | 479       |
| 1990  | 605       |
| 2000  | 971       |
| 2010  | 1077      |
| 2020  | 1074      |